# Ligase-Kettenreaktion
Die Ligase-Kettenreaktion (englisch Ligase Chain Reaction, LCR) ist seit 1989 ein Nachweisverfahren für geringe Mengen von Erbmaterial (DNA).

## Prinzip
Die LCR funktioniert ähnlich wie die  Polymerase-Kettenreaktion, nur unter Verwendung eines anderen Enzyms, denn es wird eine thermostabile DNA-Ligase (z. B. Taq-DNA-Ligase) verwendet.  Zwei benachbarte Hybridisierungssonden werden pro DNA-Strang zu einem Primer ligiert. Die entstehenden, oft nur 30–50 bp langen verknüpften DNA-Moleküle dienen in den folgenden Zyklen selbst wieder als Ansatzpunkt für die Ligase. Die LCR kann durch Zugabe einer thermostabilen DNA-Polymerase mit der PCR kombiniert werden. Die zusätzlich hinzugefügten Primer dienen dann zur Erzeugung von Amplifikaten.
Der Nachweis der ligierten LCR-Produkte gelingt beispielsweise durch Messung ionisierender Strahlung oder via enzyme immunoassay (EIA) durch Markierung der 3'- und 5'-Enden (z. B. Fluorescein oder Biotin) mit unterschiedlichen Liganden, so dass nur die ligierten Produkte der weiteren Detektion im Assay zugänglich sind. Die verknüpften DNA-Moleküle können auch per Agarose-Gelelektrophorese oder Kapillarelektrophorese getrennt und nachgewiesen werden.

## Anwendungen
Die LCR wurde experimentell als Detektionssystem zum Nachweis bakterieller und viraler DNA z. B. beim Humanen Papillomvirus (Bond 1990, Hampl 1991) oder Mycobacterium tuberculosis (Barany 1991) oder zur Detektion von Punktmutationen unter Verwendung von allelspezifischen Primern genutzt. Die Detektionsschwelle für diese Systeme wurde mit 200–1000 Zielmolekülen angegeben. Auch in der Tumordiagnostik findet die LCR ihre Anwendung. Die LCR bietet gegenüber der PCR mit Taq-Polymerase den Vorteil, dass Basenfehlpaarungen (englisch mismatches) nicht amplifiziert werden oder gar erst durch die Enzymaktivität entstehen, so dass auch die LCR mit sehr hohen Zykluszahlen von 50–70 gefahren werden kann, ohne einen Anstieg von unspezifischen Produkten zu beobachten. Daher wird die Ligase-Kettenreaktion auch zur Detektion von SNPs eingesetzt.